# Eduardo Redondo
Eduardo Gonzalo Redondo Castanera (Buenos Aires, 18 de febrero de 1967) es un misionero y eclesiástico católico argentino, miembro de la Hermandad de Sacerdotes Operarios Diocesanos. Es el actual obispo auxiliar de Quilmes.

## Biografía
Eduardo Gonzalo nació el 18 de febrero de 1967, en la ciudad argentina de Buenos Aires.
Realizó estudios de Teología, en la Universidad Católica Argentina, de 1990 a 1994.
Obtuvo la licenciatura en Teología dogmática con especialización en Misionología, en la Facultad Nossa Senhora da Assunção de São Paolo (Brasil).

### Vida religiosa
Ingresó a la Hermandad de Sacerdotes Operarios Diocesanos, en su ciudad natal.
Misión en Brasil
En 1996, cumplió su etapa pastoral en el Seminario Mayor de São Paulo (Brasil).
Fue ordenado diácono el 28 de diciembre de 1996, incardinándose en la diócesis de Santos (Brasil). Su ordenación sacerdotal fue el 6 de diciembre de 1998.
- Colaboró con la Pastoral Juvenil diocesana (1999-2001).
- Vicerrector del Seminario Diocesano de Santos (2000-2001).

El 9 de noviembre de 2001, efectuó su vinculación definitiva con la Hermandad.
- Vicario parroquial (2002-2006) y párroco (2006-2007) de São Gerardo Magela en São Bernardo do Campo.[4]

Regreso a la patria
En 2007, regresó a la Argentina donde fue:
- Rector del aspirantado Mosén Sol de Buenos Aires de la Hermandad (2007-2014).
- Delegado general para el Cono Sur de la Hermandad (2006-2014)
- Miembro del Consejo General de la Hermandad (2008-2014).

Misión en Cuba
- Formador en el Seminario San Basilio Magno de Santiago de Cuba (2014-2020).
- Responsable de la Pastoral Juvenil de la arquidiócesis.[5]
- Secretario de la Comisión Nacional de Pastoral Vocacional de la Conferencia Episcopal de Cuba.

Misión en Perú
En 2021 fue enviado a la arquidiócesis de Huancayo (Perú), donde asumió como rector del seminario mayor San Pío X.
En agosto de 2022, fue designado asesor nacional de la Pastoral Juvenil del Perú.

### Episcopado
El 15 de octubre de 2022, el papa Francisco lo nombró obispo titular de Tingaria y obispo auxiliar de Quilmes.
El 7 de febrero de 2023, durante una ceremonia en la capilla del Obispado de Quilmes, realizó la profesión de fe y el juramento de fidelidad exigido a todos los obispos antes de su ordenación. Fue consagrado el día 17 del mismo mes, en la Catedral de Quilmes, a manos del obispo Carlos José Tissera.